# 20e bataillon de chasseurs à pied
Le 20e bataillon de chasseurs à pied était une unité d'infanterie de l'armée française.

## Création et différentes dénominations
- 1853: Par décret impérial du 22 novembre, création du 20e Bataillon de chasseurs à pied.
Constitution officielle le 1er janvier 1854, à partir des 5e, 6e, 7e et 8e compagnies du 2e Bataillon de chasseurs à pied.
- 1940 : création, à Digne, du 20e bataillon de chasseurs alpins
- fin 1942 : dissolution
- 1945 : recréation
- 1964 : dissolution

## Unités d'appartenance
- janvier 1854 : 1re Brigade, 3e Division de l'Armée de Paris.
- mars 1855 : 1re Brigade, 2e Division, 1er corps d'armée de l'Armée du Nord.
- septembre 1858 : Corps d'occupation des États pontificaux.
- juin 1862 : 2e Brigade, 1re Division (général Bazaine)
- juillet 1870 : 1re Brigade, 1re Division (Général de Cissey), 4e Corps de l'armée du Rhin.

## Insigne
Comme la plupart des autres insignes, celui du 20e BCP date de la fin de la campagne 1914-1918.

### Héraldique
L'insigne représente un cor de chasse vu de trois quarts et portant le No20. Une cigogne plane au-dessus du cor rappelant que le 20e est entré en Alsace un des premiers en 1914 et qu'il y retourna en 1918. Le cor entoure une croix de Lorraine ; le bataillon tenait garnison à Baccarat avant la guerre, puis à Forbach avant d'être envoyé à Antibes. Il compta longtemps beaucoup de Lorrains et de Vosgiens dans ses rangs. L'Edelweiss passée dans la croix de Lorraine quand le corps a été transformé en corps alpin.

## Devise du20ebataillonde chasseurs à pied
- Devise: « Sans tache »
- Seconde Devise: In cessu patent domini (« Par leur attitude ils affirment qu'ils sont des maîtres en tout. »)
- Refrains du bataillon :

« Ils ont fait leurs preuves au feu,
Les petits vitriers du vingtième bataillon ! »
et :
« Les bleus m'ont volé mon bidon ! nom de de Dieu !
Les bleus m'ont volé mon bidon ! nom de de Dieu! »
et :
« Sacré nom de nom, j'ai perdu mon pompon !
Qu'est ce qui l'rendra, nom de nom ! »
En 1940, le principal refrain du bataillon (rapporté par l'aspirant René Greffioz) était:
" 20e Bataillon, Commandant Cambriels,
Les chasseurs à pied ont des ailes"

## Drapeau du régiment
Comme tous les autres bataillons de chasseurs ou groupes de chasseurs, il ne dispose pas de son propre drapeau. Il n'existe qu'un seul drapeau pour tous les Bataillons de Chasseurs à Pied, et Bataillons de Chasseurs Alpins, lequel passe d'un bataillon un autre durant la Campagne 1914-1918
- Le Fanion du Bataillons
- Citations du Bataillon:
  - croix de guerre 1914-1918 quatre palmes (quatre citations à l'ordre de l'armée).
    - fourragère aux couleurs du ruban de la Médaille militaire.

## Chefs de corps
- 1853 : Justin Cambriels.
- 1854 : Giraud.
- 1859 : Lepage des Longhamps.
- 1864 : Deloye.
- 1864 : De Franchessin.
- 1864 : Gantrelet.
- 1869-1870 : Augustin de Labarrière(mort à l'ennemi)
- 1870 : Copri.
- 1874 : Brissaud.
- 1878 : Tranchot.
- 1884 : D'ussel.
- 1886 : Soyer
- 1889 : Vialla.
- 1894 : Rauch.
- 1898 : De Maud'huy.
- 1905 : Berthelot.
- 1906 : Margot.
- 1911 : Clerc.
- 1914 : Michaud.
- 1915 : Fabre.
- 1916 : Richier.
- 1917 : Schaffer.
- 1918 : Béjard.
- 1919 : Croiset.
- 1927 : Gillard.
- 1929 : Tristani
- 1940 ; Carolet
- 1940 : commandant Gilgenkrantz[1]
- 1942 : commandant Vigan Braquet[2]
- 1947 : Chaumont
- 1959: Lieutenant-Colonel Léopold Gasc
- 1962 : Gardent et Sarrazin
- 1963 : Rouquet

## Historique

### Second Empire
Du 1er janvier 1857 au 16 septembre 1858, 4 compagnies du Bataillon occupent en France à tour de rôle le camp d'Helfaut près de Saint-Omer[réf. nécessaire].

#### Campagne d’Italie (1858-1862)
Le 16 septembre 1858, l'état-major et les 8 compagnies actives partent de Saint-Omer pour se rendre par étape jusqu’à Lyon où le 20e BCP arrive le 13 octobre 1858. Le même soir, il prend le train et arrive à Marseille le 14 octobre au matin.
Au même moment, le dépôt de réserve arrivait à Auxonne près de Dijon, pour y tenir garnison.
Le 15 octobre 1858, le bataillon est embarqué à bord de la frégate à vapeur le Christophe-Colomb. Le 17 octobre, il débarque à Civita-Vecchia et arrive à Rome le 19 octobre.
Son séjour dans les États pontificaux se prolonge jusqu’au 14 juin 1862.
Nombreux détachements en Italie : Civitavecchia, Corneto, Terracine, Frosinone, Nazzano, Passo di Correzzo, Valliconza Viroli, Monti Rotondo.
Ce corps expéditionnaire d’occupation a pour but de rassurer les populations et de tenir en respect les insurgés.
Commandement :
- Giraud Jean-Baptiste Joseph du 6 mai 1854 au 5 octobre 1859
- Lepage des Longchamps Edouard Gustave du 5 octobre 1859 au 5 mars 1864

#### Expédition du Mexique (1862-1864)
Le 16 juin 1862, le bataillon embarque sur la frégate L'Asmodée à destination de Toulon où il arrive dans l’après-midi. Il campe en attendant son embarquement pour le Mexique.
Nouveaux ordres le 29 juin 1862 : le 20e BCP doit être transporté à Lyon par voie ferrée. Le 15 juillet 1862, il arrive au camp de Sathonay près de Lyon, et fait partie de la brigade Janin, division Winpfen. Il repart le 22 juillet 1862 et arrive à Cherbourg le 23 juillet, destination Mexique.
Il quitte Cherbourg le 28 juillet 1862 sous les ordres du commandant Lepage des Longschamps, formant avec un escadron du 5e Hussards l’escorte du Général Forey, commandant en chef des troupes expéditionnaires. Celui-ci remplaçait le Général de Lorencez qui avait laissé l’armée mexicaine s'en prendre aux civils mexicains qui honoraient l’armée française (suivant lettre reçue de l’Empereur et adressée au Général Forey).
Le 20e BCP embarque à bord du « Turenne » le 9 août 1862 pour la Martinique. Il arrive à Fort-de-France le 25 août à 11h du matin et y reste jusqu'au 6 septembre.
Le 21 septembre, l’escadre composée du Turenne, de l'Yonne et du Chaptal arrive au mouillage de Sacrificias dans la baie de Vera Cruz.
Batailles : Oriziba, siège de Puebla, Mexico (7 juin 1863),
Zacatecas (11 février 1864), Colotlan (17 février 1864).
Commandement :
Commandant en chef : général de division Bazaine
Chef d’état-major général : général de brigade d’Auvergne
1re Divion d’Infanterie : général de brigade De Castagny
2e brigade : colonel Mangin
- 20e bataillon de chasseurs à pied,
- 95e régt de ligne,
- 3e régt de zouaves

Total : 5 064 hommes

#### Guerre franco-allemande
- 20 juillet - 29 octobre 1870 : Armée du Rhin
  - Bataille de Borny-Colombey (14 août)
  - Bataille de Mars-la-Tour ou Bataille de Rezonville (16 août)
  - Bataille de Saint-Privat (18 août)
  - Bataille de Noisseville ou Bataille de Servigny (31 août)
- 10 novembre 1870 - 24 septembre 1871:
- Le 16 novembre 1870, formation au dépôt de Boulogne du 20e bataillon de marche (cinq compagnies)[3],[4], envoyé à l'Armée du Nord (brigade Bessol)[5].
  - Combat de Gentelles (26 novembre 1870).
  - Bataille de Villers-Bretonneux (27 novembre 1870)
  - Bataille de l'Hallue à Pont-Noyelles (23 décembre 1870)
  - Bataille de Bapaume (3 janvier 1871)
  - charge des Cuirassiers prussiens (4 janvier 1871)
  - Bataille de Saint-Quentin (19 janvier 1871)

### Première Guerre mondiale

#### 1914
Casernement: Baccarat. Appartient à la 25e Brigade d'infanterie, 13e Division, 21e corps d'armée, 1re Armée.
Août :
- - Opérations de couverture : Badonviller, Bréménil.
  - Bataille des frontières : Donon, Schirmeck, Russ.
  - Retraite des 1re et 2e Armées : vallée de la Plaine, Celles, Raon-l'Étape, Laneuveville,
  - 25 août - 4 septembre : Bataille du col de la Chipotte

 Septembre :
- - Embarquement par voie ferrée pour Wassy, Mailly.
  - Bataille de la Marne : ferme des Monts-Marains, Sompuis, poursuite vers le nord, Somme-Suippe, Souain

Octobre - décembre :
- - L'Artois : mêlée des Flandres, région d'Armentières.
  - La Course à la mer : défense ouest de Lille. pont de Wambréchies, Béthune.
  - 8 octobre : Aix-Noulette, Notre-Dame-de-Lorette - repos, reconstitution du bataillon.
  - 17 décembre : Nœux-les-Mines, secteur bois de Bouvigny, secteur du Plateau - Pertes effroyables.

#### 1915
- Janvier à mars : repos.
- mars à avril : Artois secteur Aix-Noulette.
  - 2e bataille de l'Artois, Notre-Dame-de-Lorette.
- mai: offensive du 9 mai - Pertes considérables. Repos.
- juin:
  - Rebeuve, Houdin, secteur sud de l'Éperon de Lorette
  - Plateau de Notre-Dame-de-Lorette, Ablain-Saint-Nazaire, Bois de Givenchy.
- septembre:
  - 3e bataille d'Artois - bois de Givenchy (mort du commandant Favre[6]), bois en Hache.

#### 1916
- janvier - février : bois de Givenchy, bois en Hache.
- mars : déplacement de l'Artois à Regret.
- avril - mai : bataille de Verdun : Douaumont, secteur de Thiaumont.
- juin - août : Champagne secteur de Tahure.
- août - octobre : Bataille de la Somme
  - Estrée, tranchée du Schleswig, bois des Ifs, tranchée de Sparte, tranchée des Bavarois, boyau du Valet, secteur du Talus.
  - sucrerie de Génermont.
- octobre - décembre :
  - Génermont
  - Route de Saint-Quentin à Bapaume.

#### 1917
- avril - octobre :
  - offensive de l'Aisne.
  - chemin des Dames, moulin de Laffaux.
- octobre - décembre :
  - bataille de la Malmaison
  - chemin des Dames, les creutes de Gobineaux.
  - repos région de Delle.

#### 1918
- janvier : repos vallée de la Thur.
- janvier - mai : Vosges
  - vallée de la Fecht, secteur de Metzeral, Hilsenfirst, Langenfeldkopf.
- mai: instruction région de Dormans.
- mai - juin : 3e bataille de l'Aisne.
  - Fismes
  - vallée de la Vesle.
  - bois des Cruaux, bois de Dormont.
- juin - juillet : travaux défensifs Souain, Ferme des Wacques (Champagne).
- juillet - septembre : Champagne, secteur Mesnil-lès-Hurlus.
- Septembre - octobre : offensive de Champagne.
- octobre : repos région de Reims
- octobre - novembre :
  - bois de la cote 158
  - Saint-Germainmont
  - route Recouvrance - Condé-lès-Herpy.
- novembre : Ardennes
  - Ligne Hundling-Stellung (dernière ligne de défense allemande composée de tranchées, casemates, barbelés…. qui passait par Saint-Quentin-le-Petit)
  - ferme Thorins, Wasigny, bois de la Havetière, château de Bel Air. Sorel.

### Entre-deux-guerres

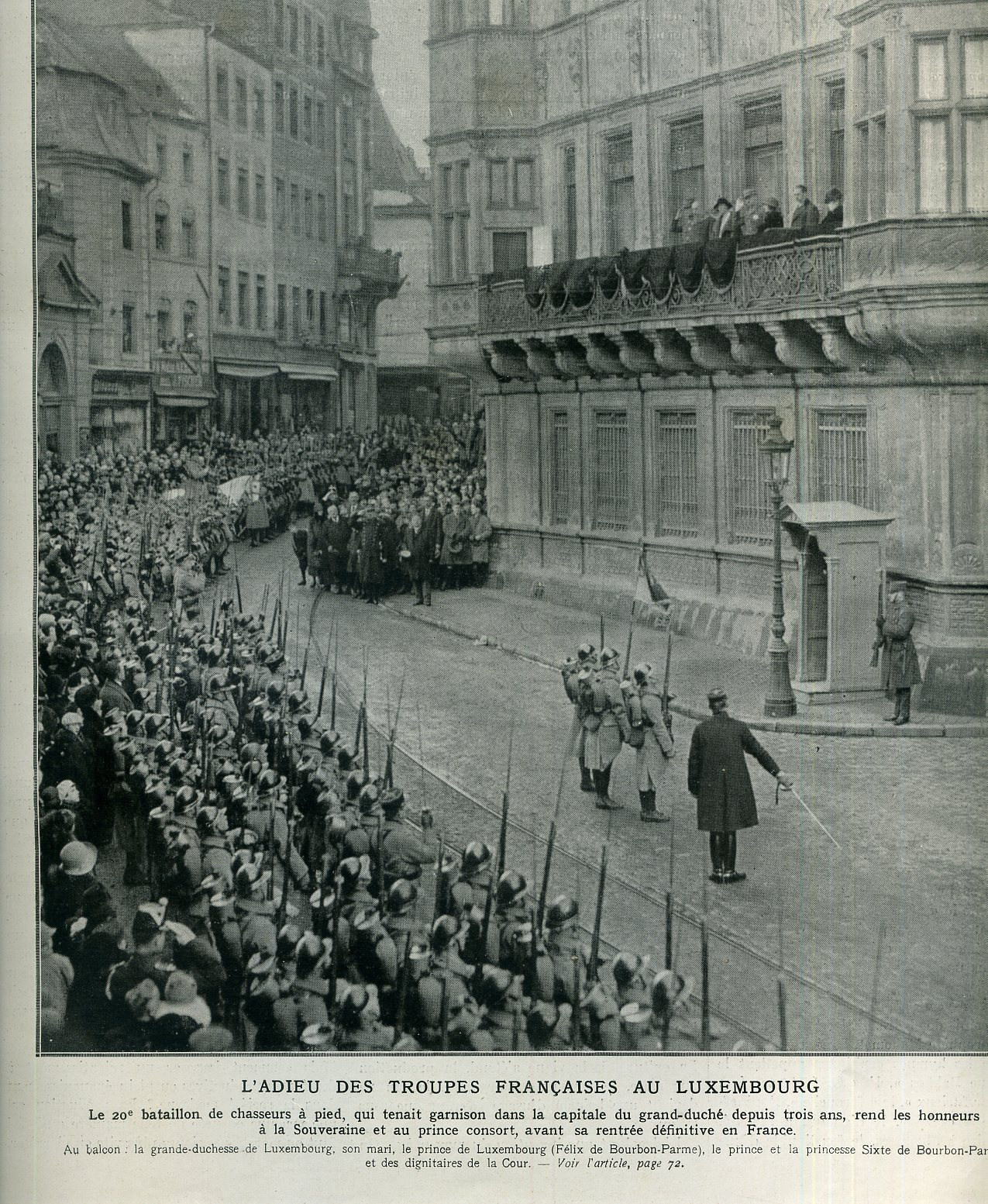
Départ en 1924 du du grand-duché de Luxembourg, où il tenait garnison depuis 3 ans.

Jusqu'en mars 1926, la 2e demi-brigade de chasseurs, dont fait partie le 20e BCP avec le 9e et le 18e BCP, est chargé du maintien de l'ordre dans le territoire du bassin de la Sarre.
Devenu alpin, le 20e bataillon de chasseurs alpins tient ensuite garnison à Antibes, à la caserne Gazan, occupée actuellement par la Gendarmerie Nationale. Caserné avec le 9e BCA, ils forment demi-brigade avec le 18e BCA de Grasse.

### Seconde Guerre mondiale
En avril 1940 le bataillon est envoyé à Glasgow (Écosse) avec mission de débarquer à Narwik (Norvège) afin de stopper l'avance allemande pour s'emparer des mines de fer. Hélas, il était trop tard et le bataillon fut rapatrié à Brest et temporairement installé à Orgeval (Aisne) avant d'être envoyé d'urgence en renfort sur le front de la Somme le 5 juin. Leur mission était de constituer un "point d'appui" autour du village de Lamaronde pour essayer de contenir l'offensive allemande... L'attaque massive des blindés allemands se produisit le 6 juin au matin et le bataillon fut balayé malgré quelques actes héroïques, la plupart des combattants se replièrent sur Saint-Valery-en-Caux en espérant pouvoir s'embarquer pour l'Angleterre mais la plupart furent faits prisonniers et il y eut des victimes.

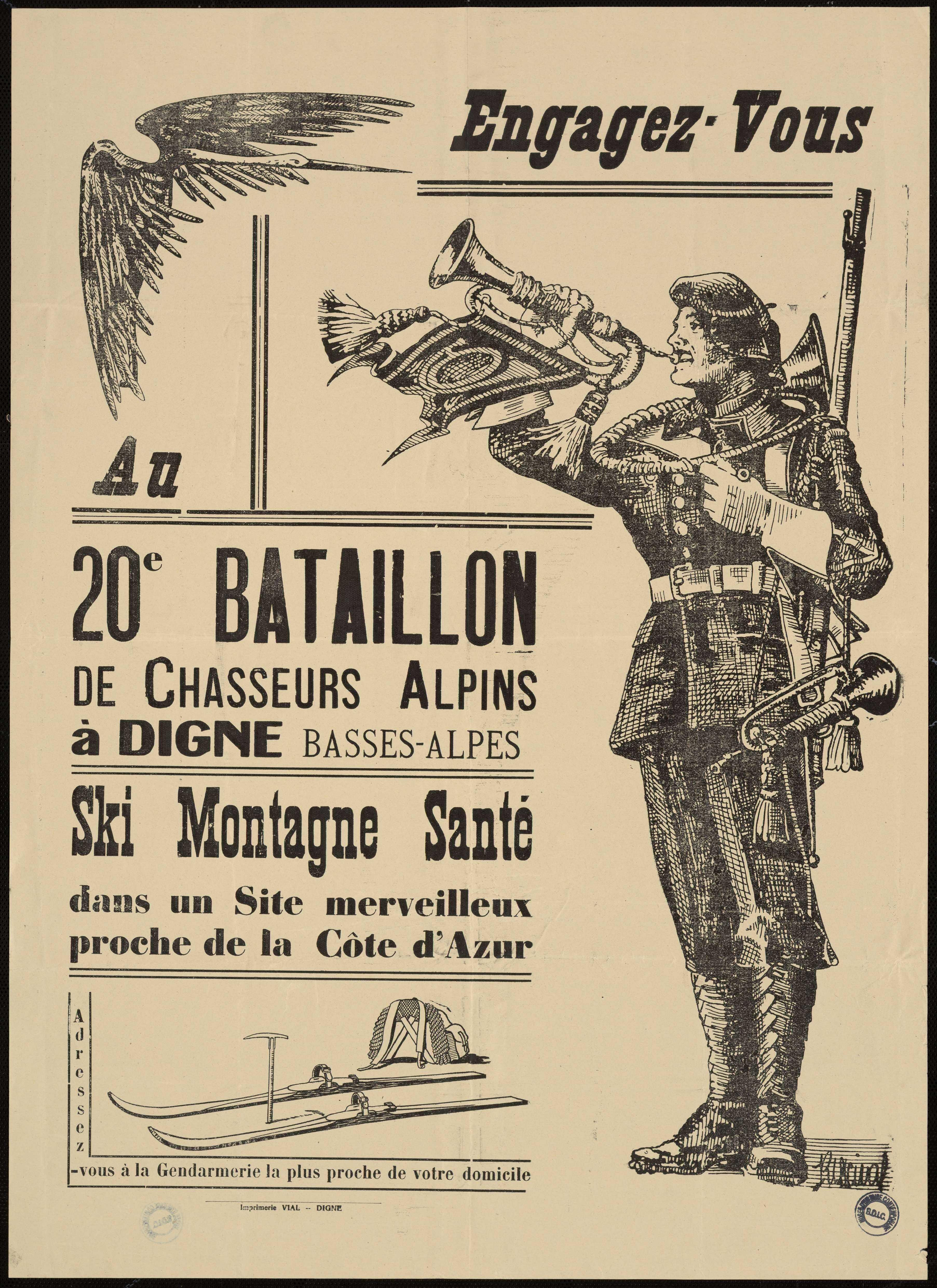
Affiche de recrutement pour le sous Vichy.

Après la défaite partie de l'Armée dite d'armistice, même demi-brigade que 24e et 25e BCA. À la suite de l’armistice de Villa Incisa (24 juin 1940) et la démilitarisation d’une bande de 50 km le long de la frontière italienne (ligne violette), le 20e BCA prend garnison à Digne de 1940 à novembre 1942,.

### 1945 à aujourd'hui
En occupation en Allemagne, quitte la spécialité alpine et devient le 20e Bataillon de chasseurs portés. En occupation à Freudenstadt puis à Tübingen, où il est remplacé en 1960 par le 24e BCP. Il combat en Algérie de 1956 à 1964. Dissous à Nice en 1964.

## Personnalités ayant servi au bataillon
- Henri Berthelot (1861-1931), général français.
- Joseph Vidal de la Blache (1872-1915), officier et historien militaire, capitaine au bataillon de 1907 à 1909.
- Paul Soutiras (1893-1940), officier français.
- Jacques Bourdis (1920-2007), général français, Compagnon de la Libération.
- Léopold Gasc (1908-1998), général français.
- Bernard Sevestre (alias Beneigh, Saunier, dans la Résistance), Président de la Sabretache (1986-1996), lieutenant  au 20e BCP 1946-1947.
- René Emile Caillon (1911-1944) Capitaine Fusillé par les allemands à Bron 69

## Sources et bibliographie
- Tristani (Commandant), Le 20e Bataillon de chasseurs à pied, Imprimerie de l'Éclaireur de Nice, Nice, 146 p.
- Yvick Herniou & Éric Labayle, Répertoire des corps de troupe de l'armée française pendant la grande guerre, Tome 2, Chasseurs à pied, alpins et cyclistes, Unités d'active de réserve et de territoriale, Éditions Claude Bonnaud, Château-Thierry, 2007, 446 p., broché 14x24  (ISBN 978-2-9519001-2-7)
- Revue historique de l'armée française, Numéro spécial no 2, Les Chasseurs à pied, Paris, 1966, revue trimestrielle, 196 p.
- Le 20e Bataillon de chasseurs à pied pendant la Grande Guerre 1914-1918, Imprimeries Georges Flacon, Jarny-Gare, s.d., 60 pages. lire en ligne sur Gallica
- Victor Belhomme, Histoire de l'infanterie en France, t. 5, Henri Charles-Lavauzelle, 1902 (lire en ligne).